# مارتن روش
مارتن روش (بالإنجليزية: Martin Roche)‏ هو مهندس معماري أمريكي، ولد في 1853، وتوفي في 1927.

## وصلات خارجية
- مارتن روش على موقع الموسوعة البريطانية (الإنجليزية)